# Distorzija uma
Distorzija uma je splitski hard rock/metal sastav. 

## Povijest
Distorziju uma osnivaju u siječnju 2001. dvojica prijatelja sa splitskoga Pravnog fakulteta, Nikola Aleksić i Jakša Marušić. Pridružuju im se Boris Tomljanović na basu i Tino Čondić na bubnjevima. U početku su imali pjevačicu, a nakon njezinog odustajanja Aleksić preuzima mikrofon (bio je pjevač u splitskome metal sastavu Gorki, koji je postojao od 1998. do 2000.).
Tijekom 2001. članovi sastava pišu pjesme i uvježbavaju sviračke sposobnosti. U prosincu 2001. Tino Čondić napušta sastav, a umjesto njega u siječnju iduće godine pridružuje se Kažimir Cukar. Godine 2002. nastupaju na nizu koncerata u Splitu i okolici, uključujući i prvu motorijadu na Mosoru. Ubrzo odlučuju snimiti CD i počinju skupljati sponzore. Krajem 2002. ulaze u studio i tijekom 2003. snimaju svoj album prvijenac, nazvan jednostavno po imenu sastava - Distorzija uma.
Tijekom 2003. Distorzija uma nastupa u Splitu i ima veliki koncert s Đubrivom u prepunom splitskom Domu omladine. U studenom iste godine, Boris Tomljanović napušta sastav i postaje pjevač u splitskoj metal grupi Low Divine koja poslije mijenja ime u Last Man Standing. Kao privremena zamjena za par koncerata dolazi Mario Bavčević, da bi se Loren Šore pridružio kao stalni član u siječnju 2004.
U veljači 2004. izlazi album prvijenac sastava, u izdanju Full Metal Jacketa iz Zagreba. U ožujku Jakša Marušić prestaje s aktivnim bavljenjem glazbom iz privatnih razloga te napušta sastav.
Nakon kratke potrage Davor Delić se pridružuje sastavu kao solo gitarist. Sastav se okreće u malo žešćem smjeru i sve više naginje zvuku metala. Tijekom godine sastav knjiži sve više nastupa, među kojima je najveći onaj sa sastavom Blazea Bayleya, bivšeg pjevača Iron Maidena. Također, sastav na svom albumu izdaje Hajdučku pismu, koja ulazi na kompilaciju pjesama o Hajduku i redovito se pušta na Poljudu[nedostaje izvor].
Krajem 2004. godine, Kažimir Cukar napušta sastav i postaje bubnjar u splitskoj hard rock grupi Staro željezo. Nakon neuspješne audicije za novog bubnjara, pada odluka o razlazu sastava.
Ubrzo Delić prelazi kao gitarist u splitski metal sastav Vega. Početkom 2005. napušta Vegu i s bivšim bubnjarom Last Man Standinga Antom Rupčićem i Aleksićem kao vokalom i ritam gitarom i Lorenom Šorom na basu iz Distorzije uma pokreću novi metal sastav pod imenom Blackmail. Nakon određenog vremena Aleksić napušta novi sastav a Blackmail nastavlja s djelovanjem do 2007. godine od kada je u statusu mirovanja.
Početkom 2006. godine, Kažimir Cukar i pjevač grupe Staro željezo Duško Letilović odlaze u Last Man standing gdje im se pridružuje Davor Delić. Krajem 2008. Kažimir Cukar i Davor Delić napuštaju Last Man Standing i ubrzo se javlja ideja o ponovnom okupljanju Distorzije uma.
U ožujku 2009. Nikola Aleksić, Davor Delić i Kažimir Cukar se nalaze i odlučuju ponovno okupiti Distorziju uma te nastaviti s radom. Na basu im se pridružuje Ivan Jurčević. Ta postava egzistira do srpnja iste godine kada ponovo dolazi do razlaza.
Nakon povrataka Jakše Marušića iz Zagreba u Split opet se javlja ideja o ponovnom okupljanju Distrozije uma. Tako da se u listopadu 2014. Marušić i Aleksić ponovo nalaze i započinju s radom. Ubrzo im se pridružuje Petar Ugarković na basu i Luka Krce na bubnju počekom 2015.
U listopadu 2016. objavljuju svoj prvi novi singl pod nazivom Radna verzija za budući album Prokleti svijet na stranicama internetskog Metal Jacket Magazine-a. Singl je snimljen u studiju Kocka u Splitu a producent je Marko Perčić Sula. Isti dan objavljuju i spot na Youtube-u.
Krajem godine Luka Krce napušta sastav zbog profesionalnih obaveza i početkom 2017. Distorziji uma pridružuje se bivši bubnjar Dissectora Vjeran Birimiša na bubnju. U svibnju 2017. sastav objavljuje novi singl Vukovar, ratnu pjesmu o bitci za Vukovar 1991. godine. Također je snimljen u studiju Kocka u Splitu i producent je Marko Perčić Sula.
U siječnju 2018. ulaze u studio Deva i u produkciji Damira Marušića snimaju prvu pjesmu i spot s Vjeranom Birimišom kao bubnjarem. Novi singl se zove Umri sad ti. U veljači 2018. na CMC-u im se premijerno prikazuje spot za pjesmu Umri sad ti u emisiji Maldoror Metal Box.
Krajem svibnja 2018. Jakša Marušić napušta sastav i prestaje se baviti glazbom, a Davor Delić se po treći put vraća u postavu početkom lipnja iste godine. Nakon šest mjeseci zbog nemogućnosti usklađivanja obaveza Davor Delić napušta sastav i krajem prosinca Kažimir Cukar, bivši bubnjar grupe koji je zadnji put svirao u sastavu 2009., se vraća u sastav, ali sad u ulozi gitarista. To je kratka vijeka pa se u travnju 2019. opet Davor Delić vraća u sastav. S Delićem opet u sastav izdaju 14. veljače 2021. singl u vlastitoj produkciji znatno žešćeg zvuka, Ponor. Krajem svibnja 2021. Petar Ugarković napušta sastav, a pridružuje im se bivši basist grupe Reckoning Dino Bajrić. Prvi singl s Bajrićem u sastavu po naslovom Nishta izdaju 5. studenoga 2021. U rujnu 2023. Dino Bajrić napušta sastav radi povećanih sportskih obaveza i ubrzo početkom listopada 2023. na basu im se pridružuje Toni Šimundža, bivši basist grupā La Volpe i Ekskurzija poljoprivredne škole. Dana 29. veljače 2024. objavili su novi singl Nova snaga, prvu pjesmu s Tonijem Šimundžom. Iduće godine 14. ožujka 2025. objavljuju novi singl Spasi me koji pjeva o unutarnjoj borbi u čovjeku i demonima koji ga proganjaju.

## Diskografija
- Distorzija uma – 2004.
- Prokleti svijet – album se još snima

## Članovi sadašnje postave
- Nikola Aleksić – vokal, gitara
- Davor Delić – gitara
- Toni Šimundža – bas
- Vjeran Birimiša – bubnjevi

## Bivši članovi
- Jakša Marušić – gitara
- Boris Tomljanović – bas
- Mario Bavčević – bas
- Loren Šore – bas
- Ivan Jurčević – bas
- Petar Ugarković – bas
- Dino Bajrić – bas
- Tino Čondić – bubnjevi
- Kažimir Cukar – bubnjevi
- Luka Krce – bubnjevi

## Vanjske poveznice
- Službeni Facebook profil
- Službeni Instagram profil
- Službena web-stranica
- Službeni YouTube kanal